# BR-116
Pour les articles homonymes, voir Route 116.

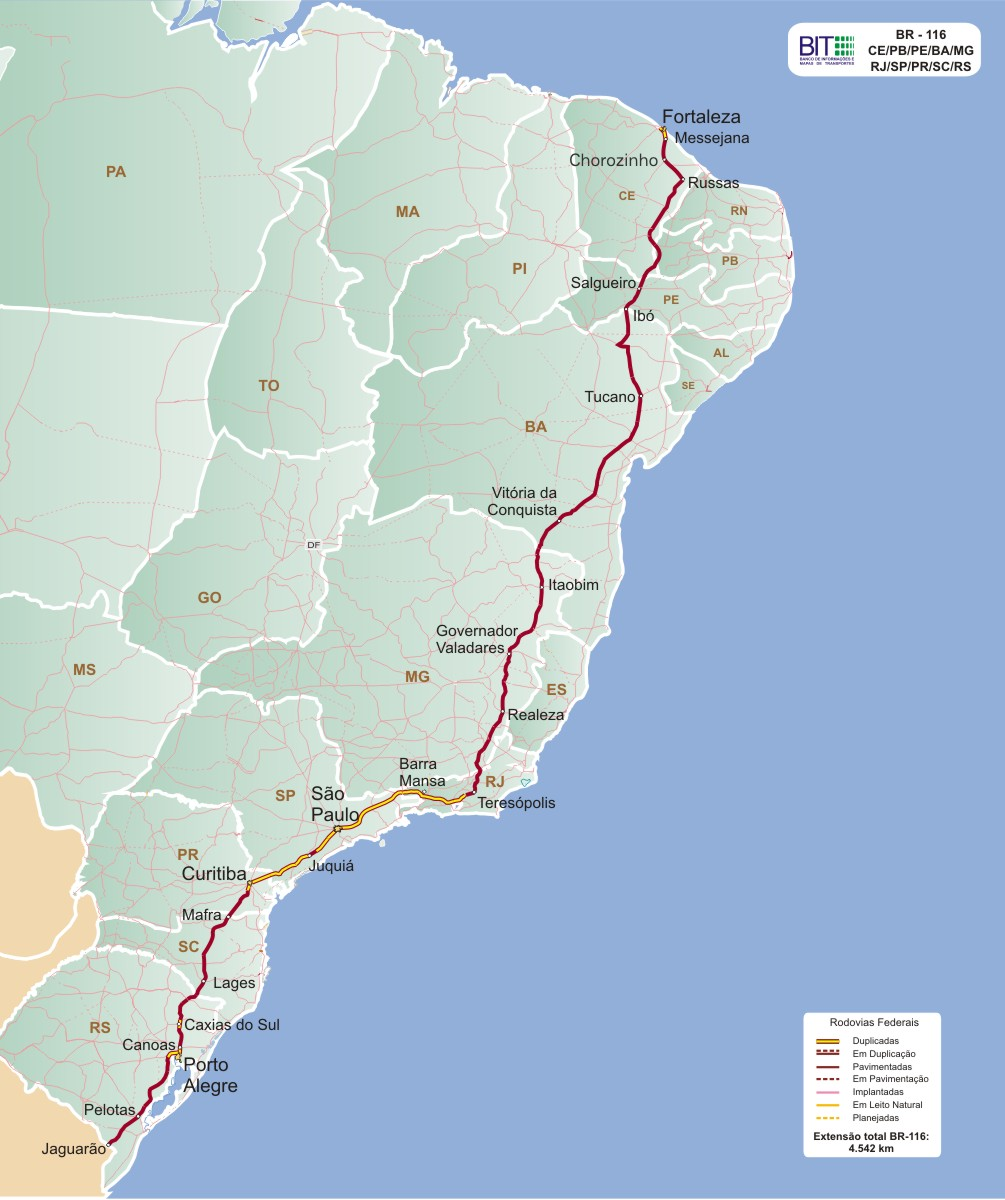
Tracé de la BR-116

La BR-116 est une route fédérale brésilienne, soit la principale du pays. Il s'agit d'une route longitudinale qui commence dans la ville de Fortaleza (Ceará) et termine dans la ville de Jaguarão (Rio Grande do Sul), à la frontière avec l'Uruguay.
D'orientation généralement nord-sud, sa longueur totale est d'environ 4 385 km, passant par dix États, reliant des villes importantes telles que Porto Alegre, Curitiba, São Paulo, São José dos Campos, Rio de Janeiro, Pelotas, Governador Valadares, Teófilo Otoni, Vitória da Conquista, Feira de Santana et Fortaleza. 
Elle porte le nom de l'aviateur Santos Dumont depuis la célébration du centenaire du Vol du 14-bis réalisé par ce dernier le 23 octobre 1906, depuis son origine jusqu'au kilomètre zéro à l'embranchement avec la BR-040, dans l'État de Rio de Janeiro.

## Noms régionaux

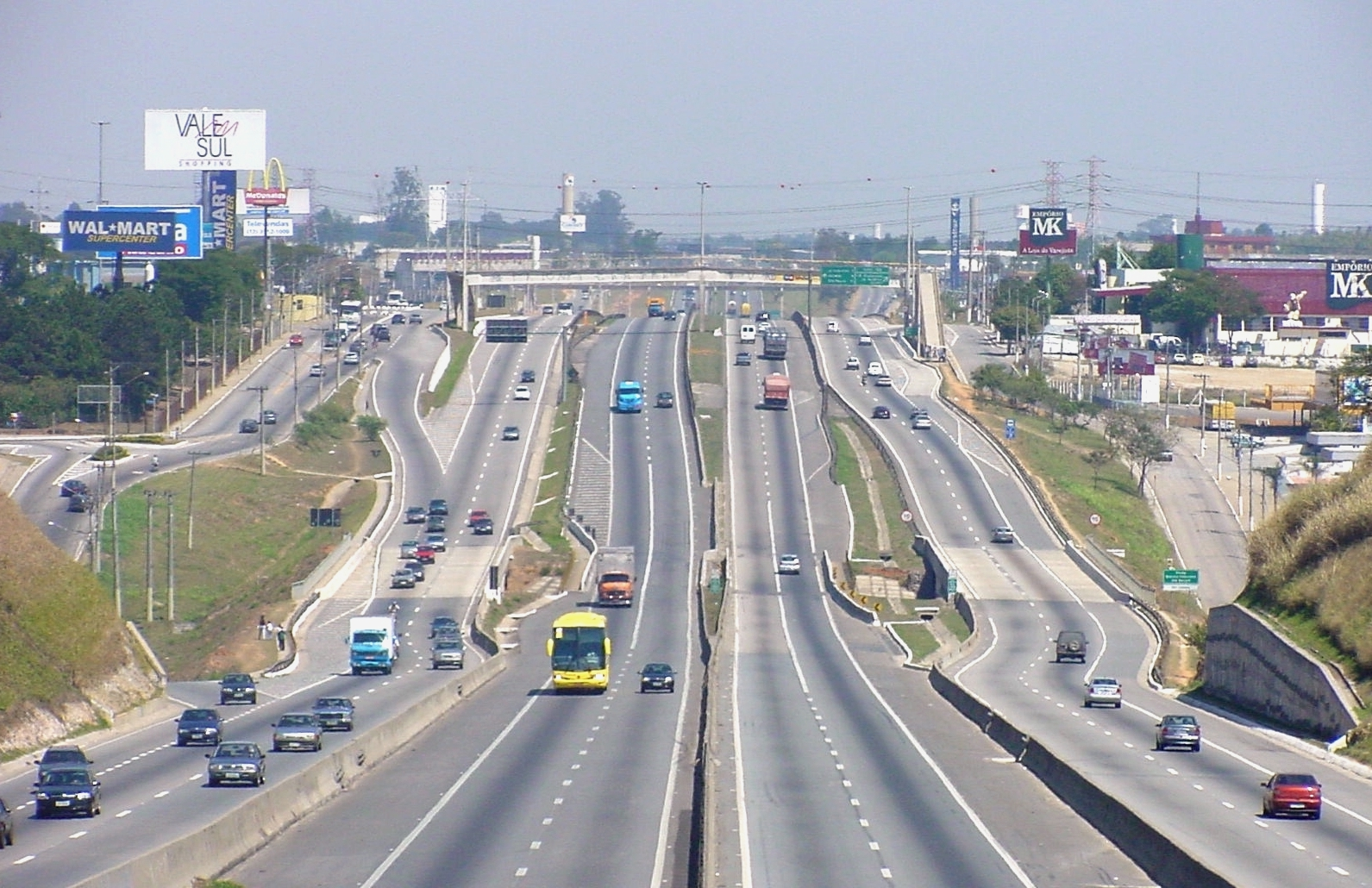
BR-116 à São José dos Campos, São Paulo.

Plusieurs sections de la BR-116 portent un nom distinct.
- Serrana Catarinense : entre Rio Grande do Sul et Santa Catarina.

- Régis Bittencourt : entre les villes de Curitiba et São Paulo.

- Presidente Dutra : entre São Paulo et Rio de Janeiro (sur ce tronçon, la route est gérée par une compagnie privée et soumise au péage).

- Rio-Bahia : entre Rio de Janeiro et Feira de Santana, État de Bahia, passant par le Minas Gerais.

- Santos-Dumont : entre les villes de Fortaleza et de Rio de Janeiro, passant par le sertão nordestin. Le tronçon de Fortaleza à Feira de Santana a été dans le passé appelé Rodovia Transnordestine.

## Tronçons à quatre voies
La route est doublée dans les zones métropolitaines, sur une partie de la Rodovia Régis Bittencourt et sur la Rodovia Presidente Dutra. Elle présente des parties mal entretenues dans quelques régions. Le tronçon passant à Curitiba a subi quelques modifications en raison de la création de l'Axe routier de la capitale, ce qui fait que la partie traversant la zone urbaine s'appelle maintenant BR-476. Le doublement entre Fortaleza et la ville de Horizonte est en cours.

## Tronçons
Le marquage kilométrique commence à Fortaleza et recommence à chaque limite d'État.

### Ceará

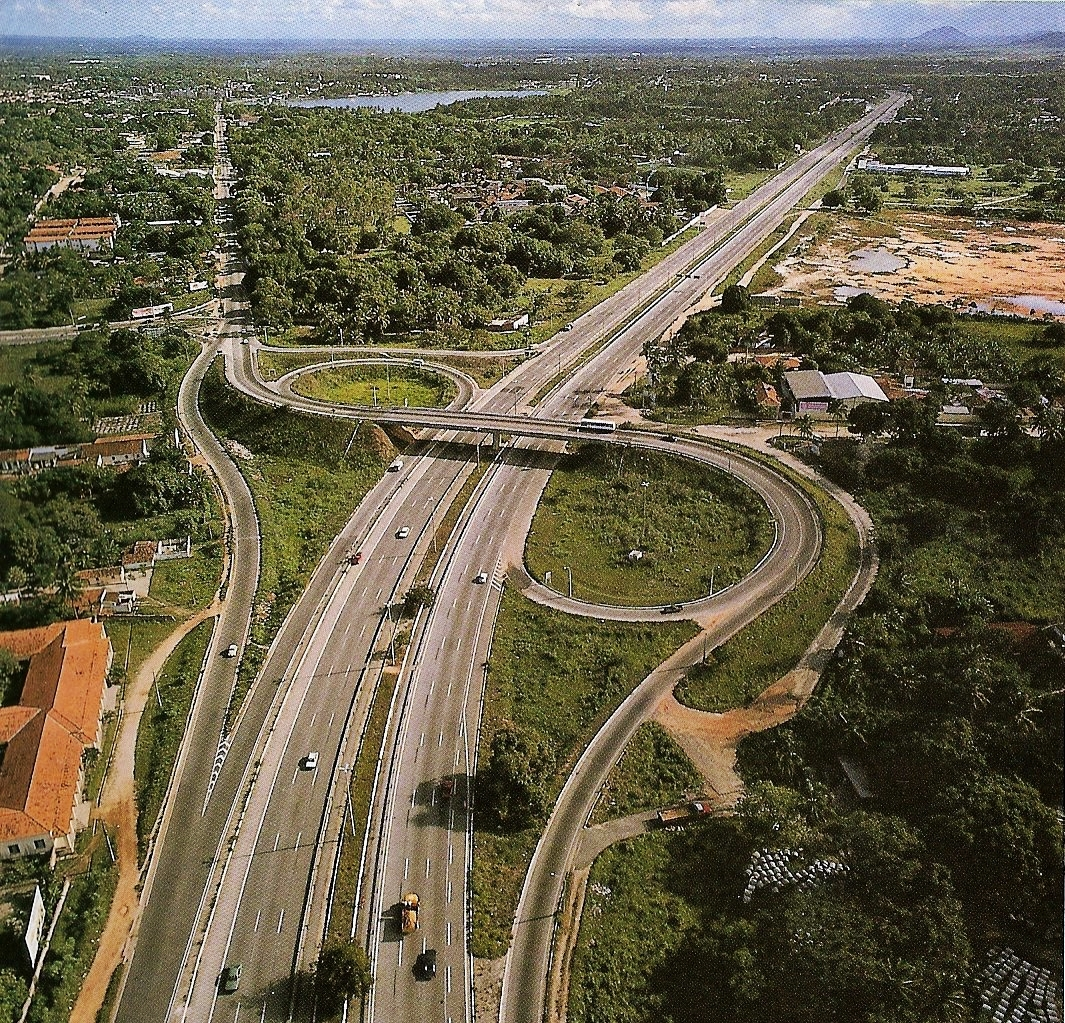
BR-116 à Fortaleza, Ceará.

Commençant à Fortaleza, la BR 116 sort tout d'abord du Ceará en un tronçon de 13 km depuis la limite avec l'État de la Paraíba pour ensuite retourner en territoire cearense et finalement ressortir définitivement de l'État à partir de la municipalité de Penaforte. Le parcours dans le Ceará est de 544,5 km.

### Pernambouc
Traverse la municipalité de Salgueiro.

### Bahia

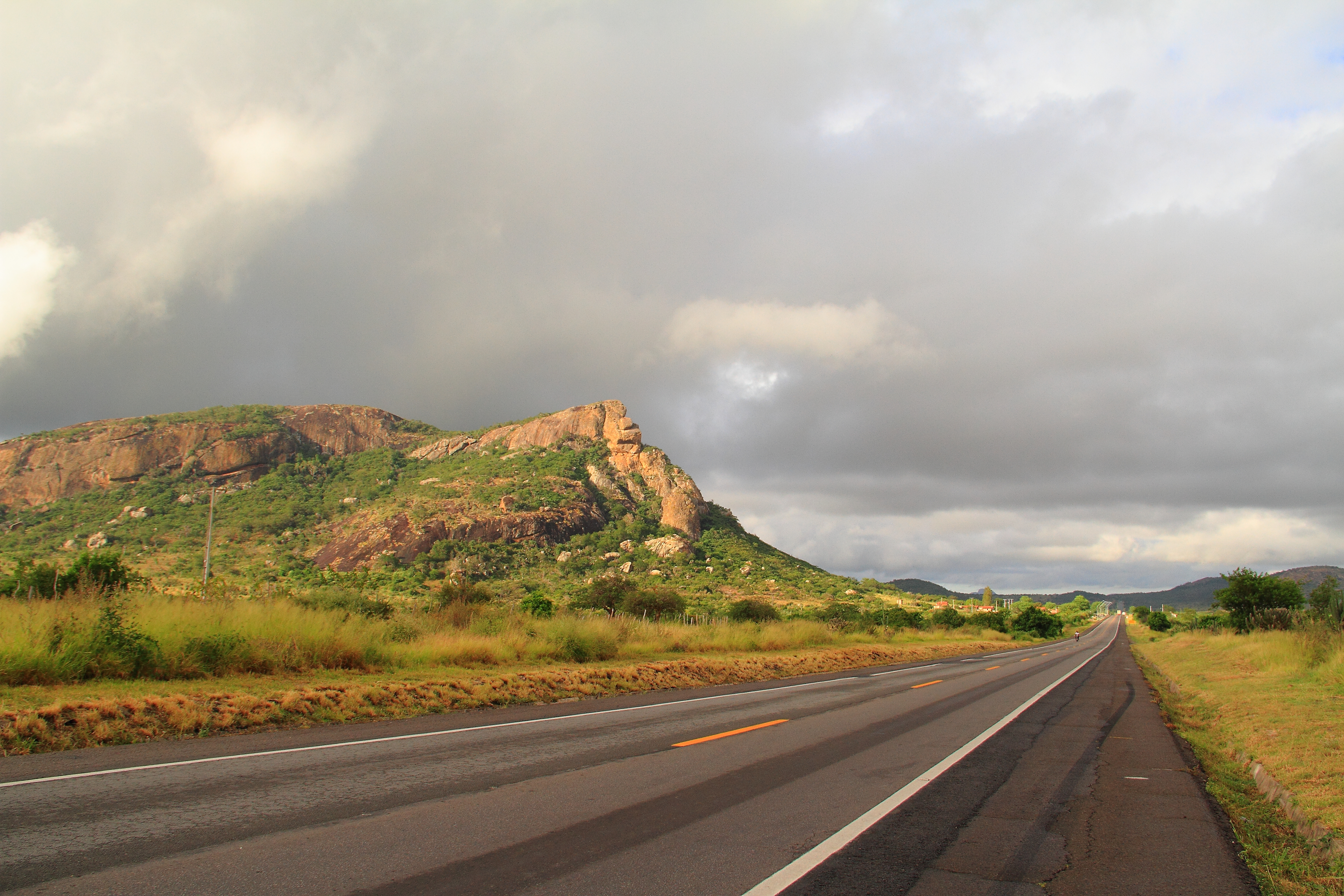
BR-116 à Milagres, Bahia.

Débute au lieu-dit d'Ibó, municipalité d'Abaré, le long du rio São Francisco. Elle se termine à Encruzilhada, au Sud de la ville de Cândido Sales, sur la limite avec l'État du Minas Gerais.
À Bahia, elle traverse entre autres municipalités Euclides da Cunha, Serrinha, Feira de Santana, Jequié et Vitória da Conquista.

### Minas Gerais

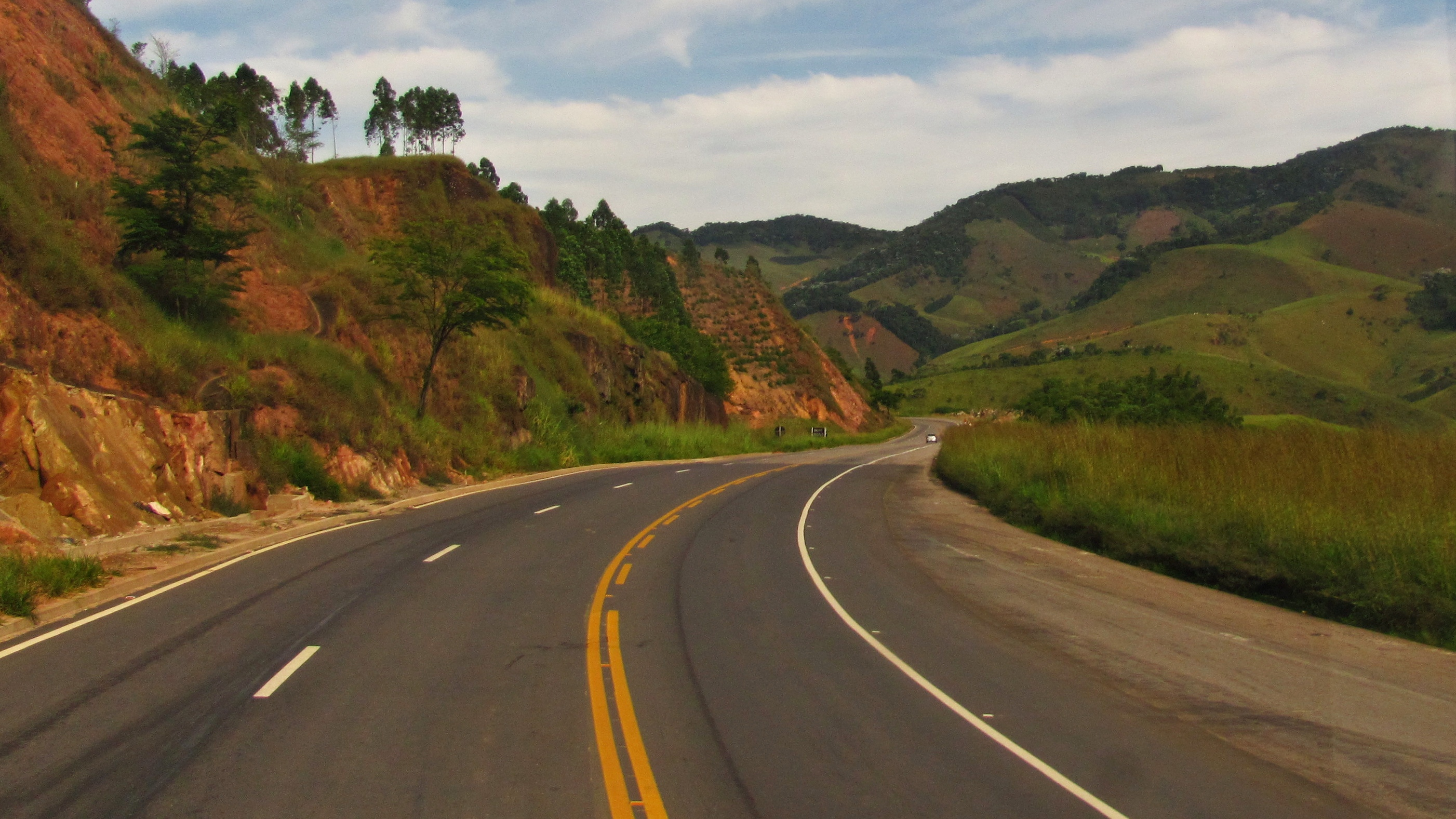
BR-116 à Miradouro, Minas Gerais.

Elle commence sur la municipalité de Divisa Alegre, à la limite avec l'État de Bahia, et prend terme à Além Paraíba, à la limite de l'État de Rio de Janeiro, passant par les villes de Teófilo Otoni et Governador Valadares.

### État de Rio de Janeiro

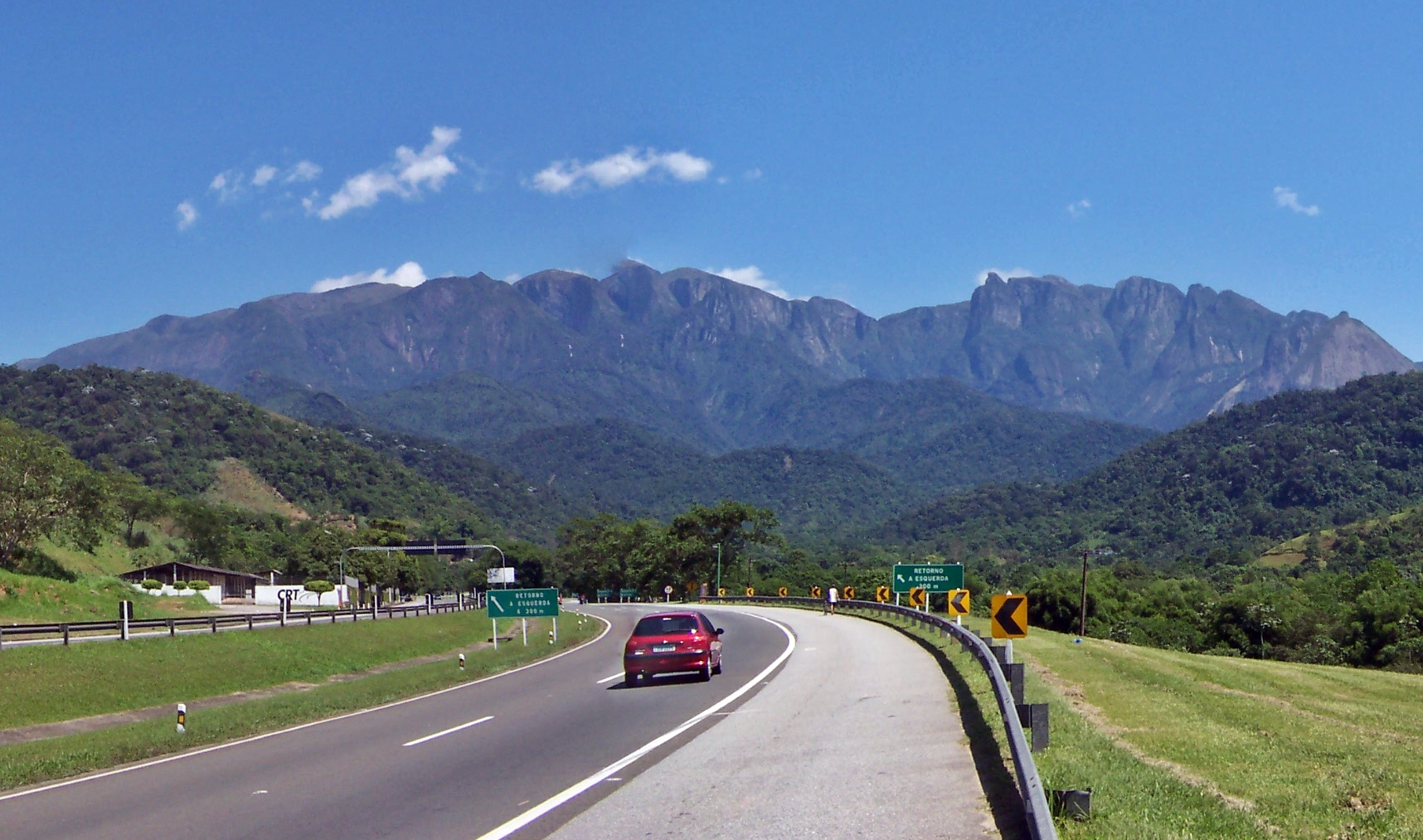
BR-116 à Guapimirim, Rio de Janeiro.

Le tronçon entre le km 163, sur l'Avenue Brasil, dans la ville de Rio de Janeiro, et le km 333,9 à la limite de l'État de São Paulo s'appelle Rodovia Presidente Dutra. Dutra a été complètement dupliqué en 1967, et plus tard plusieurs tronçons ont gagné des voies latérales. Le tronçon entre Rio de Janeiro et Guapimirim, vers Minas Gerais, est également dupliqué.

### État de São Paulo

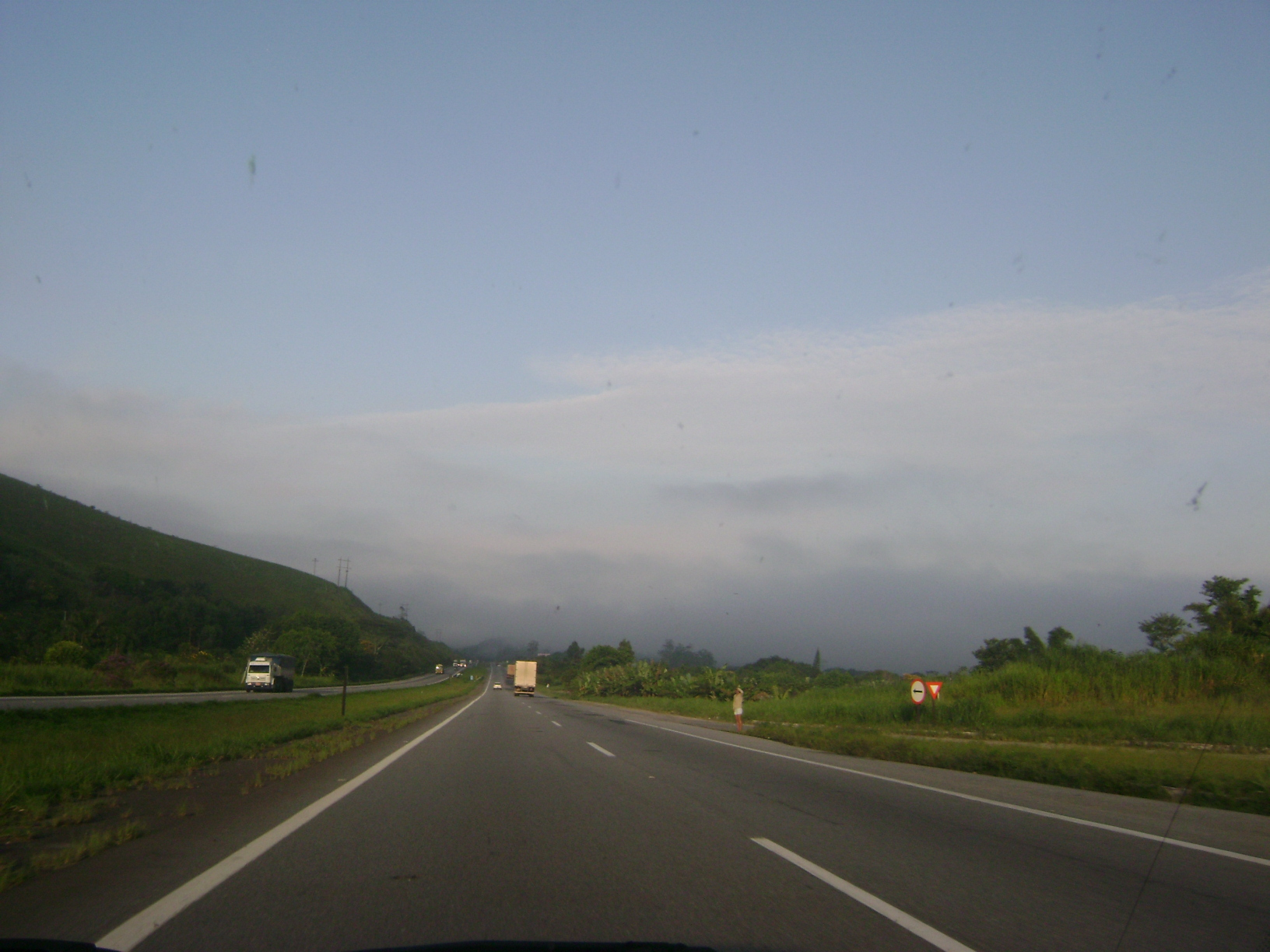
Régis Bittencourt à Registro, São Paulo.

Du km 0 à la Marginal Tietê, dans la ville de São Paulo, elle est la continuation de la Rodovia Presidente Dutra. À partir de São Paulo, elle devient la Rodovia Régis Bittencourt. Dans l'État de São Paulo, BR-116 est entièrement dupliqué, la duplication Dutra ayant lieu en 1967, et Régis Bittencourt étant complètement dupliqué en 2017.

### Paraná

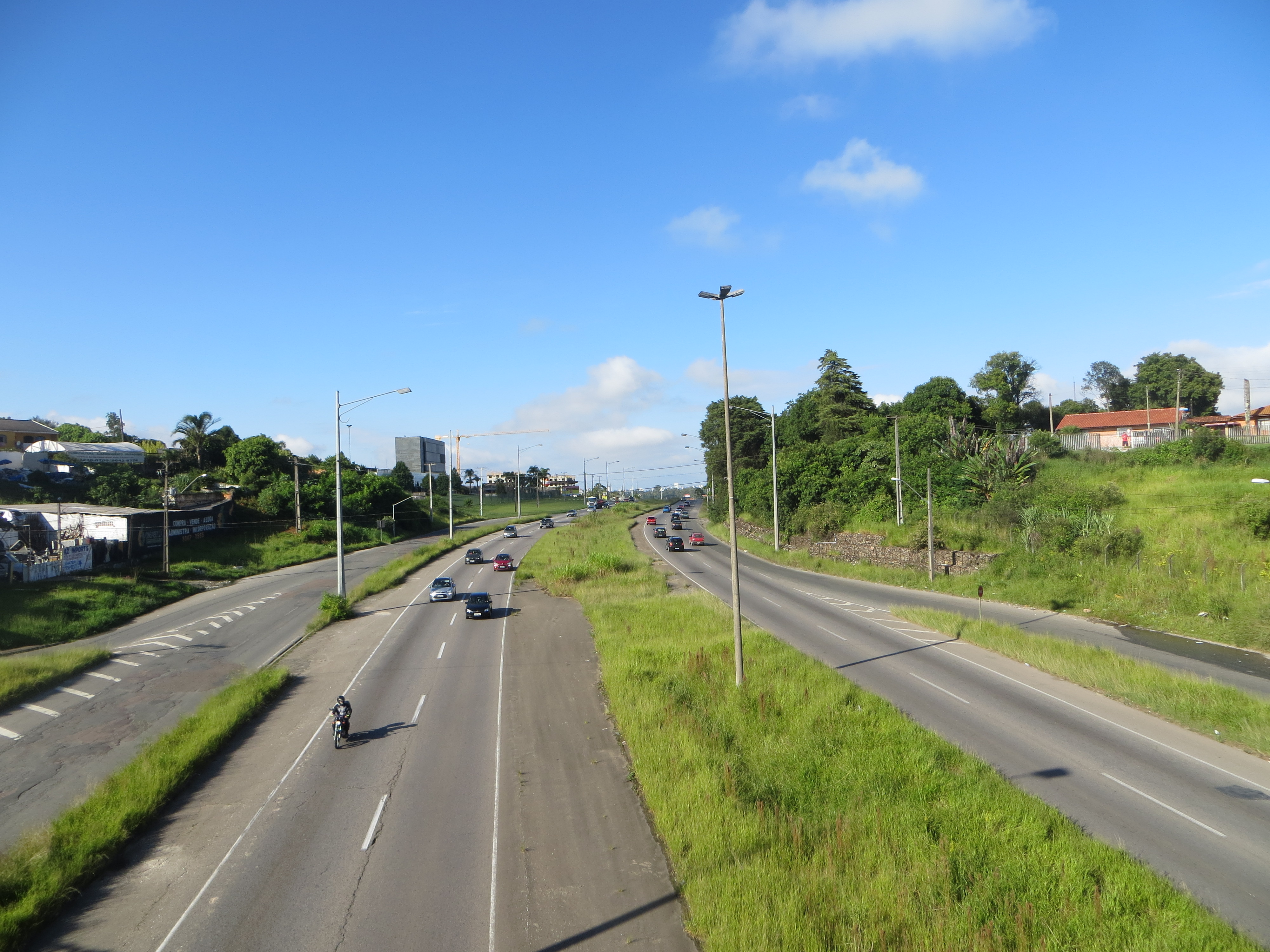
BR-116 à Curitiba, Paraná.

Elle traverse toute la ville de Curitiba et va jusqu'au rio Negro. La section entre la frontière de São Paulo et Curitiba est entièrement dupliquée depuis 2017. Il existe également une duplication dans une petite section entre Curitiba et Mandirituba.

### Santa Catarina

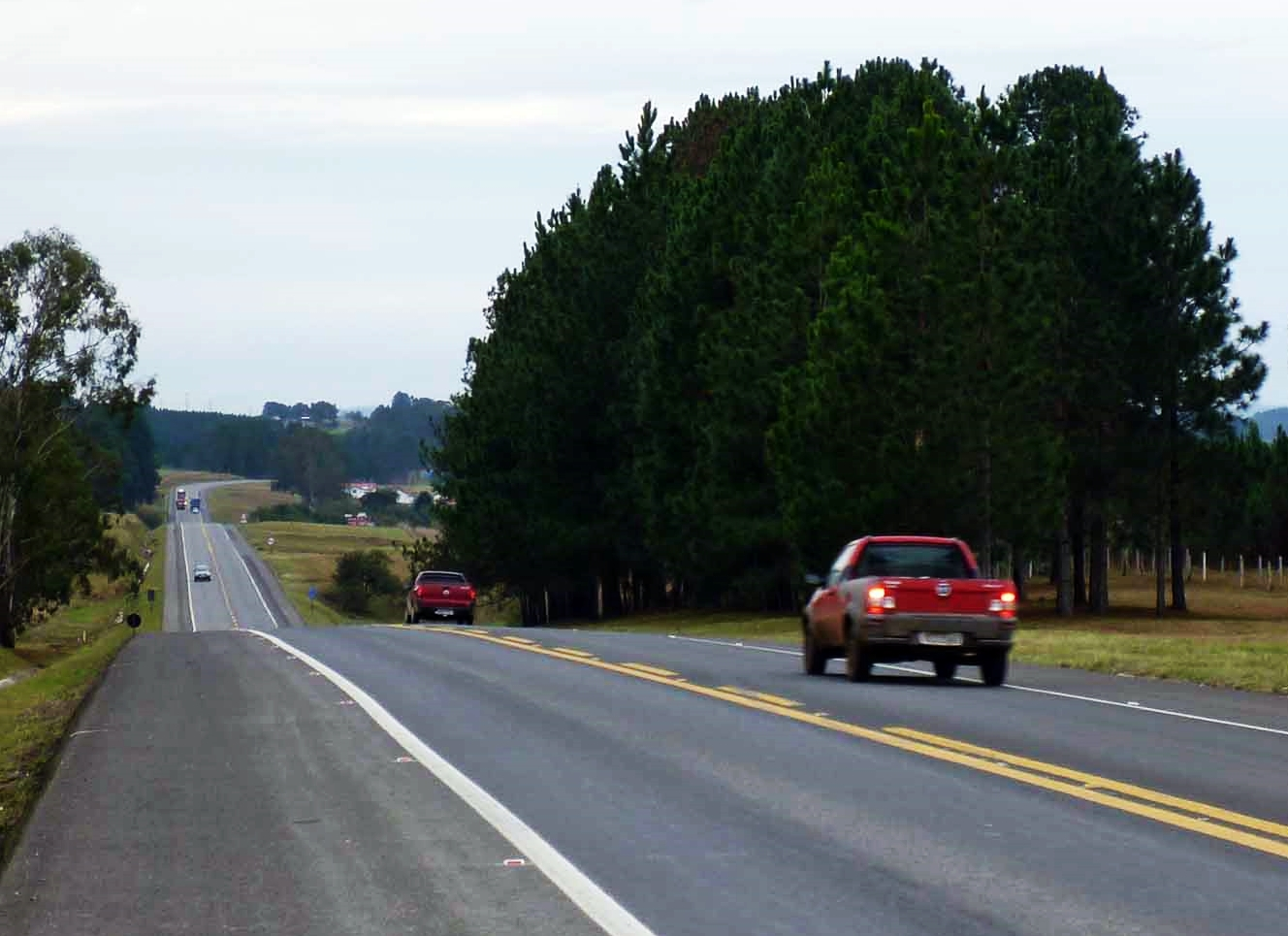
BR-116 à Santa Catarina.

Elle traverse la région montagneuse de l'État, coupant la municipalité de Lages. C'est un tronçon à faible trafic en raison de la rareté des logements sur ses rives.

### Rio Grande do Sul

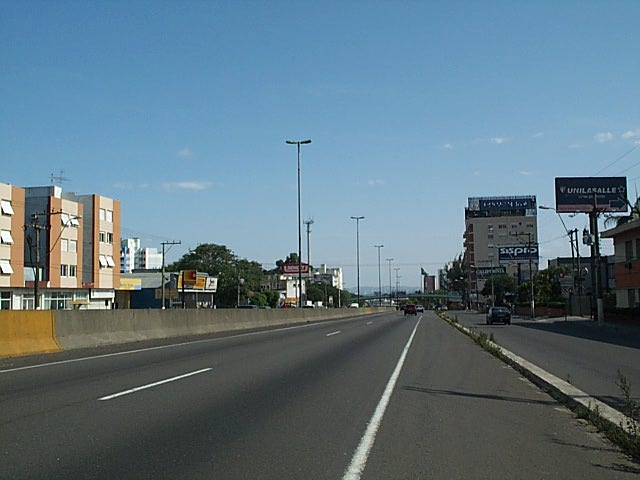
BR-116 à Canoas, Rio Grande do Sul.

Depuis le km 37,6 de la BR-285, près de la municipalité de Vacaria, au km 262 de la BR-386, municipalité de Canoas. À Porto Alegre, elle rejoint la BR-290 (Free-Way). La route se termine à Jaguarão. Il est dupliqué sur les tronçons entre Novo Hamburgo et Porto Alegre. Dans le tronçon entre Porto Alegre et Pelotas, de 211 km, il y avait déjà 148 km dupliqués en 2022.